# Arizona Express
Arizona Express (The Arizona Express) è un film del 1924, diretto da Tom Buckingham.

## Trama
La sagoma filiforme dello sbuffante Arizona Express si snoda lungo le erte scarpate rocciose e i vertiginosi abissi dell'inospitale paesaggio. Katherine Keith, partendo dalla sua cittadina del Nuovo Messico, ha fatto appena in tempo a salirci, sul treno, anzi è stata issata a bordo, quando il convoglio era già in movimento, da Steve Butler, un addetto al vagone postale, al quale il fratello David, sollevandola di peso, l'aveva porta. Steve, un inguaribile romantico, si era già invaghito del dolce carico.
Tale Florence Brown, a sua volta, si era invaghita di David Keith, che, per parte sua, si era invaghito della ballerina Lola Nichols. Lo zio di lui, banchiere, era contrario all'unione del nipote con Lola. E a ragione, non foss'altro per il fatto che Lola era amante e complice del malavitoso Victor Johnson, che si serviva di lei per avere informazioni sulla progettata rapina alla banca. Quando lo zio si rende conto della situazione, Victor Johnson lo uccide. Per una serie di circostanze - fra le quali il fatto che la stessa Lola lo accusa -, David viene ritenuto responsabile dell'omicidio, portato (sull'Arizona Express) nella prigione della capitale e condannato a morte.
Una spettacolare evasione di massa si verifica. David, ferito, riesce a scappare, riprende il treno, incontra Steve Butler, che – chissà perché – lo protegge, e infine raggiunge i propri cari. Katherine si mette ad indagare, e si impossessa di una lettera di Victor Johnson diretta alla complice Lola, che è sufficiente a scagionare il fratello, che nel frattempo è stato ricatturato.
Si tratta solo di farla pervenire al governatore prima dell'ora dell'esecuzione capitale di David, e inizia una lotta contro il tempo. Katherine, per arrivare dal governatore, riprende l'Arizona Express, vi incontra di nuovo Steve e gli affida la prova. Ma è seguita dalla banda di Victor. Ne scaturisce un inseguimento ardito, durante il quale svariati corpo-a-corpo si verificano, perigliose lotte sul tetto del treno hanno luogo, diverse persone cadono rovinosamente dalle massicciate ferroviarie, interi treni e automobili precipitano nei dirupi sottostanti l'impervio percorso dell'Arizona Express. Katherine, poco tempo prima che l'esecuzione capitale abbia luogo, giunge fortunosamente al palazzo del governatore recando la lettera, ma, esausta, si accascia sulla gradinata d'accesso.
Il prete entra nella cella di David, gli chiede se crede in Dio. David, disperato, sente che la sua ora è giunta. Ma il sacerdote gli comunica che Dio lo ha appena risparmiato: è un uomo libero.
David e Florence si riuniscono, e così pure Katherine e Steve.

## Produzione
Pauline Starke si era cimentata come attrice cinematografica già da adolescente, prendendo parte, quindicenne, come comparsa in Nascita di una nazione, del 1915, e, l'anno successivo, in Intolerance (nel ruolo della favorita nell'harem), entrambi di David Wark Griffith, considerato "una delle figure più influenti", ma anche "fra le più controverse" "della storia del cinema"; già selezionata come una delle WAMPAS Baby Stars nel 1922, Starke ha proseguito la propria carriera collaborando con registi del calibro di John Ford ed Ernst Lubitsch, rimanendo peraltro attiva sulla scena teatrale di Broadway.
Le riprese esterne sono state realizzate a San Diego (California), gli interni al Fox West Coast Studio, dall'autunno del 1923 fino a gennaio o all'inizio di febbraio 1924.
La pellicola, per la prima uscita statunitense, constava di 7 rulli, per una lunghezza complessiva di 1925 metri.
Una copia della pellicola, in formato 16mm, è conservata presso il MoMA di New York.

## Distribuzione
Il film è uscito nelle sale cinematografiche statunitensi il 23 marzo 1924.
Arizona Express è uscito in DVD nel 2005 a cura della Grapevine Video, dotato di una colonna sonora. Il film è visionabile sulla piattaforma YouTube.

## Accoglienza
Sul Film Daily del 23 marzo 1924 leggiamo che il film "promette grande soddisfazione per gli amanti del brivido, ma è così ridicolmente inverosimile che potrebbe addirittura rivelarsi divertente (…) Pubblicizzato come un "vero film drammatico", drammatico lo è, ma è tutt'altro che vero del senso di aderenza alla realtà. Molte delle situazioni descritte non potrebbero mai accadere nel mondo reale. (…) Non ci si può certo lamentare di una mancanza d'azione e di suspense. La trama ci mette un po' ad avviarsi, ma quando si entra nel vivo allora abbiamo avvenimenti in abbondanza."
Variety del 23 aprile 1924 riporta: "The Arizona Express punta direttamente al botteghino, e sicuramente riuscirà nell'intento. Inoltre, nonostante un eccesso di acrobazie nell'ultima bobina, è un lavoro portato avanti con chiarezza,e, nonostante i suoi 76 minuti, non si trascina mai. (…) Il cast ben bilanciato, la fluidità della trama, la fotografia sono eccellenti. Il titolo Arizona Express è una scelta infelice, perché può far pensare si tratti di un western, mentre la pellicola differisce molto dalla media dei film di quel genere cinematografico."